# Josef Blum
Josef Pepi Blum (4 de febrer de 1898 - 18 d'octubre de 1956) fou un futbolista austríac de la dècada de 1920 i entrenador.
Fou internacional amb Àustria durant 12 temporades i formà part del wunderteam.